# 金手指 (1980年电影)
《金手指》（英語：The Informer）是由王钟自编自导自演的粤语惊悚片，由邵氏兄弟公司制作并于1980年5月10日在香港上映。 这部电影是王钟的导演处女作，并创造200万港元的香港票房。

## 剧情简介
警方線人啞巴被殺害，於是警方聯繫啞巴好友，試圖說服他接替啞巴的臥底職責。好友為替啞巴報仇而承諾為警方臥底黑幫。在協助警方追查幕後黑手的時候，犯罪集團首腦卻另有他人。

## 评论反响
《金手指》開創了香港電影里警匪題材寫實風的先河，并在劇情中大膽描寫普通市民成為警方臥底潛伏進犯罪集團協助警方查案。本片在一定程度上影響了李修賢後期的電影作品《公僕》和《皇家飯》。 IMDb上，本片得分為6.8分（滿分10分）； 而在豆瓣上，本片的得分為6.1分。